# واکنش خواننده
نظریه واکنش خواننده (به انگلیسی: Reader-response criticism)، از جمله مفاهیم مورد بحث در دانش هرمنوتیک می باشد که ناظر بر محوریت خواننده و تجربیات وی در هنگام خواندن یک اثر می باشد. از این حیث، چنین نظریه ای با دیگر نظریات طرح شده در نقد ادبی که محوریت خود را بر مؤلف و مقاصد ذهنی وی می گذراند در تمایز می باشد. از این رهگذر بود که نظریه افق انتظارات توسط هانس رابرت یاس (Hans Robert Jauss) مطرح شد و بر طبق آن فهم خوانندگان از متن در طول زمان متغیر بوده و در نتیجه آثار ادبی قائم بالذات نخواهند بود. 